# Ingrid af Trolle

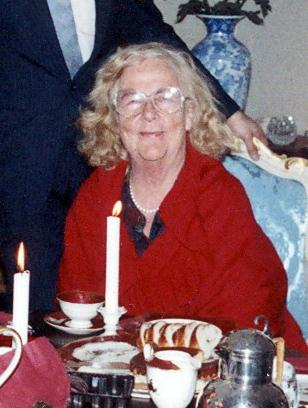
Ingrid af Trolle i hemmet i Tumba 1992.

Ingrid Maria af Trolle, född Gullberg 14 april 1920 i Hedemora, död 18 juni 2008, var en svensk djuruppfödare, författare och aktivist för djurskydd. 1977 gav hon sig själv titeln djurombudsmannen, eftersom hon ansåg att landet behövde en sådan. 

## Uppfödare
Ingrid af Trolle var 1954–1966 bosatt i "Disponentvillan" i Nyfors, Tyresö. Under den tiden en bit in på 1970-talet drev af Trolle  en kennel, där hon födde upp afghanhundar.
Hon fick två söner och två döttrar, en av dem är konstnären Marika af Trolle. 

## Aktivist
Tillsammans med Astrid Lindgren engagerade sig af Trolle i frågan om uppfödning av burhöns och äggproduktion. Hon samarbetade också med Lili & Susie och medverkade till att få 4 oktober erkänd som djurens dag. Hon stöddes även av inflytelserika svenskar som Johan Beck-Friis och Marianne Bernadotte. Med Brigitte Bardot engagerade hon sig i kampen mot säljakt. 
af Trolle försökte även få svenska turister att bojkotta Spanien för att visa missnöje med landets tjurfäktartradition. Hon bidrog till skapandet av DOSO/ Djurombudmannens Stödorganisation.